# 쿠쿠스 콜링

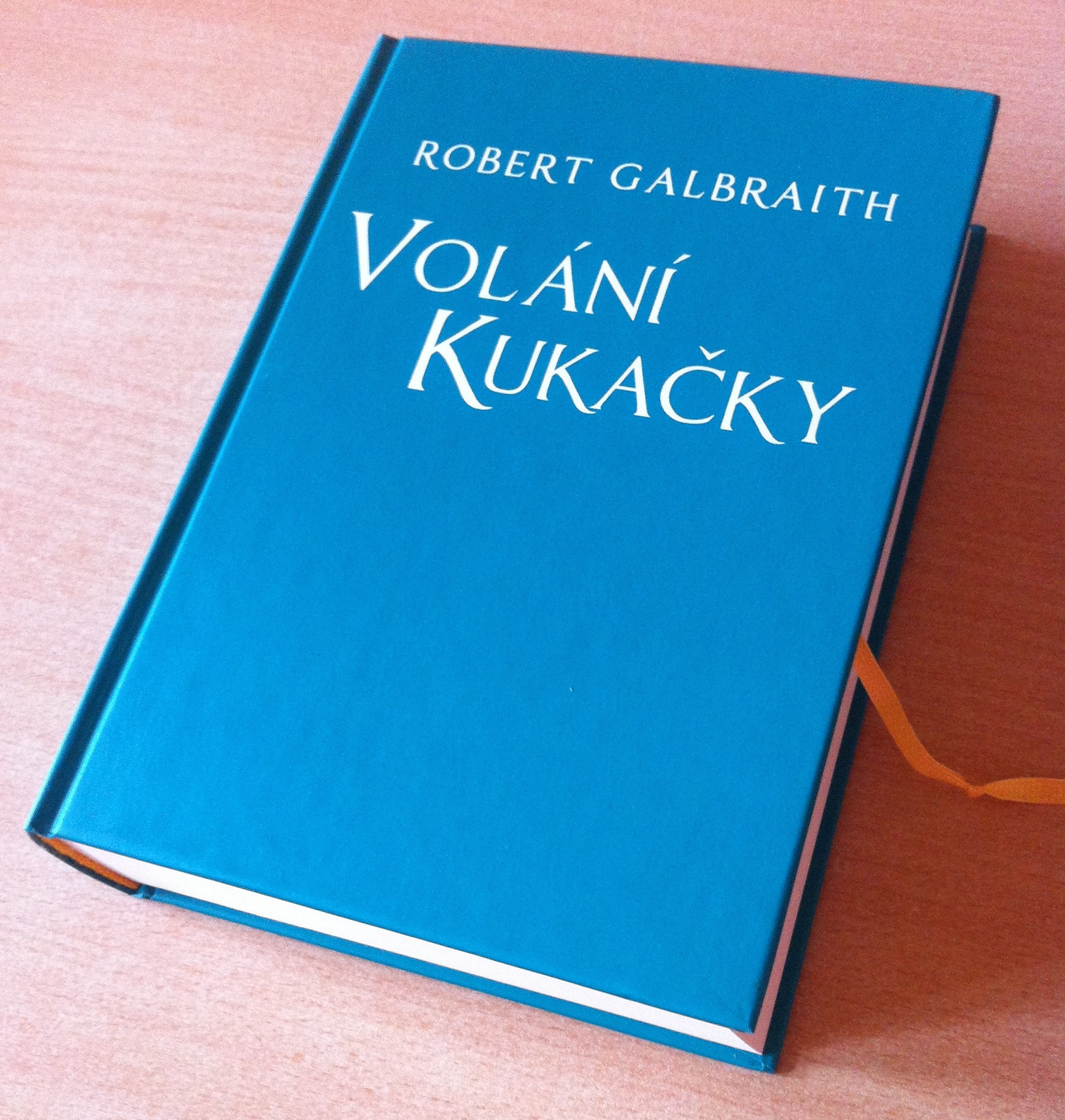

쿠쿠스 콜링(영어: The Cuckoo's Calling)은 영국의 소설가 J. K. 롤링의 범죄 소설로, 로버트 갤브레이스 (Robert Galbraith)라는 필명으로 발매되었다.